# Reality Only Fantasized
Reality Only Fantasized è il primo album in studio del gruppo technical death metal statunitense Capharnaum, pubblicato nel 1997.

## Tracce
1. Eternal Descent – 3:49
2. Night Terror – 3:35
3. Sinister Perceptions – 3:12
4. Sightless – 2:53
5. Drawn-In Misery – 2:31
6. Journey Beyond – 2:05
7. Delusional Imprisonment – 3:27
8. Soul Dissolved – 3:39

## Formazione
- Frank Vega - voce
- Jason Suecof - chitarra
- Ryan Adams - chitarra
- Andrew Dickins - basso
- Jordan Suecof - batteria